# Christian av Braunschweig-Wolfenbüttel
Christian av Braunschweig-Wolfenbüttel, benämnd tolle Christian, även toller Halberstädter, född 20 september 1599 i Gröningen, död 16 juni 1626 i Wolfenbüttel, var regent av furstendömet Braunschweig-Wolfenbüttel 1626.
Han var son till hertig Henrik Julius av Braunschweig-Wolfenbüttel (1564-1613) och Elisabet av Danmark (1573-1625).
Christian blev 17 år gammal utnämnd som världslig administratör av biskopsdömet Halberstadt. Han var därtill en av protestantiska unionens mest kända fältherrar och kämpade som sådan frenetiskt mot den katolske kejsaren. År 1622 sårades Christian så svårt att man tvingades amputera hans vänstra underarm.
När hertig Christian 1626 övertog regerandet i Braunschweig-Wolfenbüttel ställde han upp en här till understöd för kung Kristian IV av Danmark, men hertigen insjuknade och dog i feber i Wolfenbüttel innan han hann dra ut i fält.